# 日本スノーケリング協会
日本スノーケリング協会は2002年9月5日に設立されたスノーケリングに関する様々な事業を行っている団体である。本部は社会スポーツセンターの事務局内にある。

## 概要
社会スポーツセンターと共に全日本スポーツダイビング室内選手権大会を主管している。また、スノーケリング指導者の講習会、スノーケリングシンポジウムといったスノーケリングに関する事業も積極的に推進している。

## 関連団体
- 日本体育連盟
- 日本レクリエーション協会
- 日本海中技術振興会
- 尾道海技学院
- 全日本潜水連盟